# 醉魂藤
醉魂藤（学名：Heterostemma alatum）为夹竹桃科醉魂藤属的植物。分布于印度、尼泊尔以及中国大陆的云南、贵州、广西、广东、四川等地，生长于海拔1,200米的地区，常生于山谷水旁林中荫湿处，目前尚未由人工引种栽培。

## 别名
野豇豆、老鸦花（贵州）